# Pasłęka

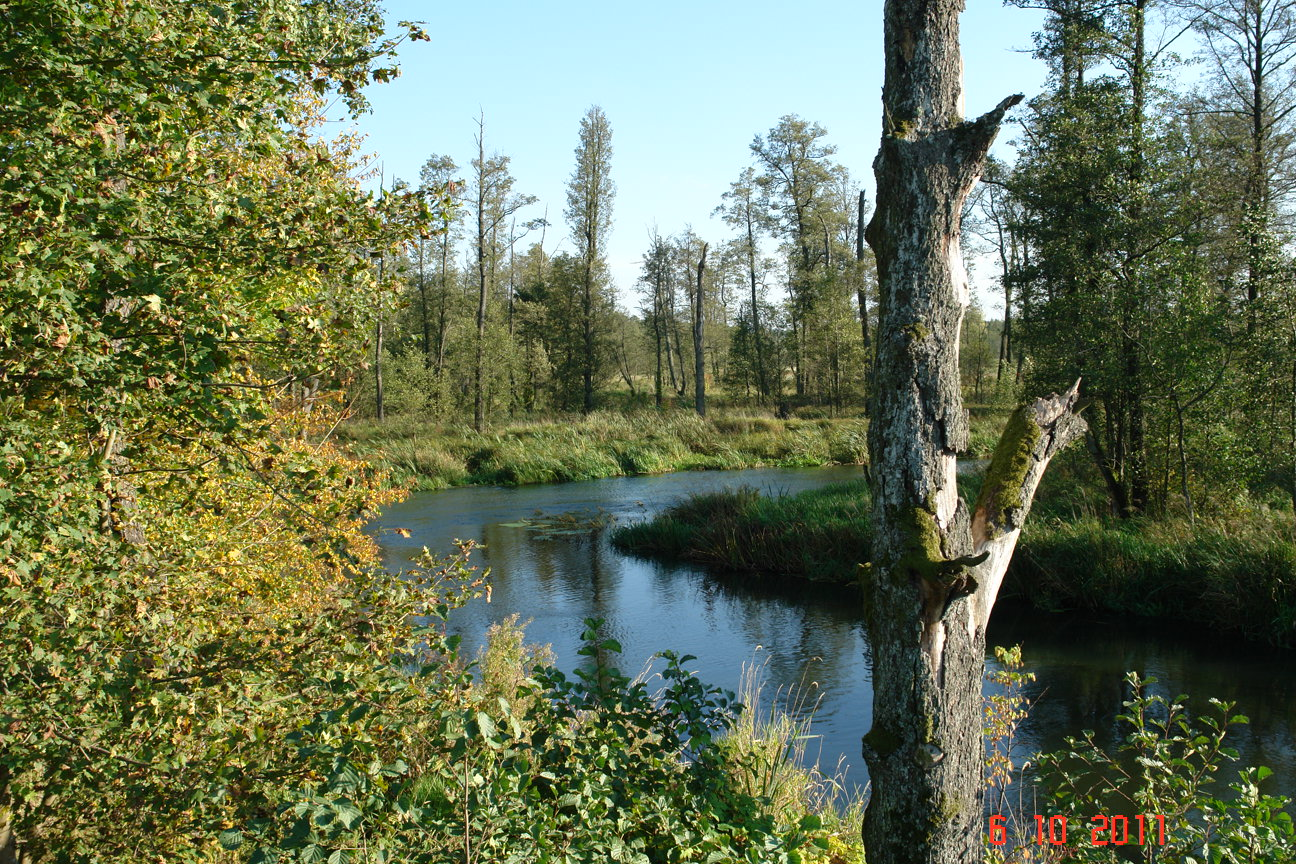
Pasłęka w okolicy elektrowni Kasztanowo

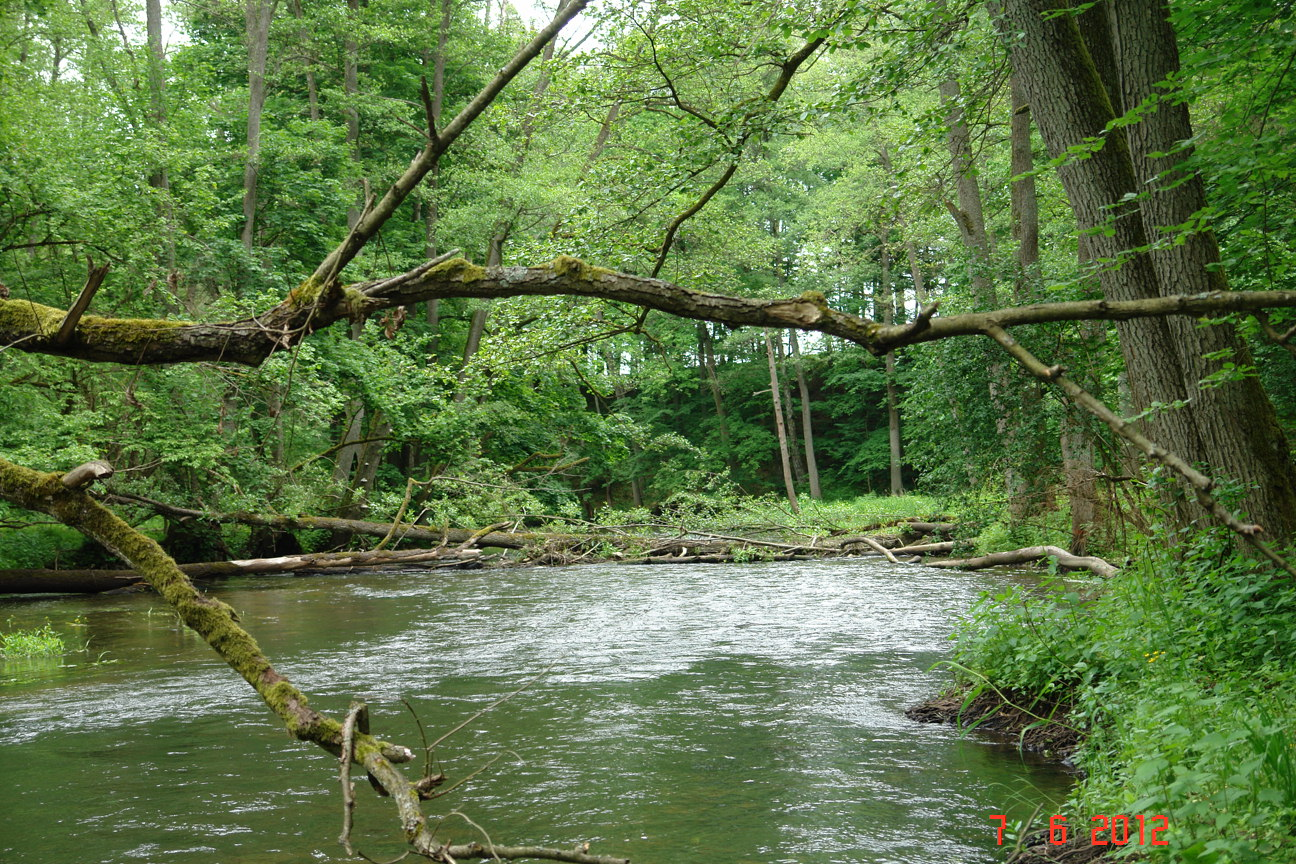
Pasłęka w okolicy miejscowości Stolno

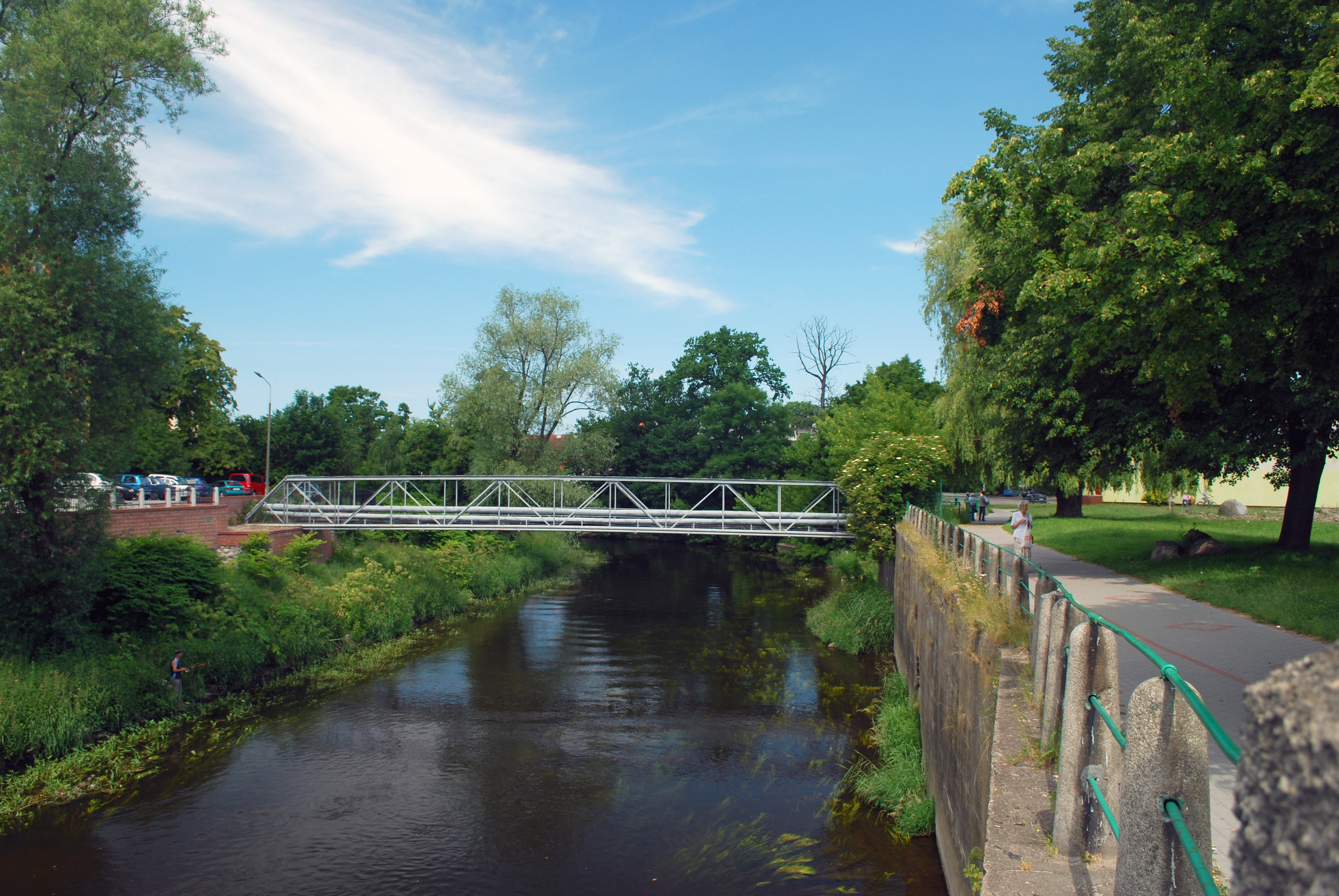
Pasłęka w Braniewie

Pasłęka (niem. Passarge) – rzeka w północno-wschodniej Polsce, w województwie warmińsko-mazurskim, płynąca przez Pojezierze Mazurskie oraz Pobrzeże Gdańskie. Ma długość – według różnych publikacji – od 169 km do 211 km. Pasłęka uchodzi do Zalewu Wiślanego. Powierzchnia dorzecza Pasłęki obejmuje obszar 2294,5 km². Pod względem długości jest trzecią co do wielkości (zaraz po Wiśle i Odrze) rzeką I rzędu, natomiast w klasyfikacji długości wszystkich polskich rzek jest na miejscu 23. Gdy za podstawę przyjąć powierzchnię dorzecza, wówczas Pasłęka uplasuje się na pozycji 30. w Polsce.
Rzeka ma źródła w okolicach Olsztynka pomiędzy miejscowościami Olsztynek i Gryźliny na wysokości 156,6 m n.p.m., mimo to niektóre publikacje podają jako źródło sztuczne jezioro Pasłęk leżące na wysokości ok. 153 m n.p.m.
Płynie przez pojezierza Olsztyńskie, Mrągowskie i Pobrzeże Gdańskie.
Rzeka przepływa przez miasto Braniewo.
Średni przepływ Pasłęki przy ujściu wynosi 15,8 m³/s.
Cały bieg rzeki objęty jest rezerwatem przyrody Ostoja bobrów na rzece Pasłęce.
Pasłęka jest jedną z dwóch głównych rzek Warmii (obok Łyny).
Pasłęka oddziela dwie krainy historyczne: Warmię i Prusy Górne, a w konsekwencji przez kilkaset lat odgraniczała państwo pruskie od włączonej do Polski Warmii. Rzeka stanowi zachodnią granicę Warmii, która pokrywa się w ok. 90% z biegiem Pasłęki.
Nazwę Pasłęka wprowadzono urzędowo w 1949 roku, zastępując poprzednią niemiecką nazwę rzeki – Passarge.

## Jakość wód
W raporcie o stanie środowiska za rok 2011 wody Pasłęki uzyskały III klasę czystości (w badaniach w roku 2007 IV klasę czystości).
Według danych Inspekcji Ochrony Środowiska poprzez Pasłękę do Morza Bałtyckiego następuje odpływ metali ciężkich, w ciągu 2012 roku w ilościach: 5,3 ton cynku, 0,6 tony miedzi, ok. 300 kg ołowiu, 0,5 tony chromu oraz 0,8 tony niklu.

## Zagospodarowanie
Pasłęka jest żeglowna od ujścia w Nowej Pasłęce do Braniewa poniżej elektrowni. Na rzece zbudowano pięć elektrowni wodnych:
- Elektrownia Braniewo moc 0,815 MVA
- Elektrownia Pierzchały moc 3,3 MVA, największa na Pasłęce, zbudowana w latach 1913–1916, razem z elektrownią powstał zbiornik zaporowy o powierzchni 240 ha zwany Jeziorem Pierzchalskim lub Zbiornikiem Pierzchalskim
- Stygajny
- Kormoran w Łęguckim Młynie
- MEW Kasztanowo moc zainstalowana 0,09 MW, po całkowitym zniszczeniu odbudowana i uruchomiona w 1989 r.

W systemie administrowania wodami dorzecze Pasłęki zaliczane jest do obszaru dorzecza Wisły.

## Dopływy
Rzeki: Stara Pasłęka, Wałsza p., Giłwa, Jemiołówka, Marąg, Miłakówka.
Strugi: Bardynka, Biebrza, Drwęca Warmińska p., Lipówka, Łaźnica p., Młynówka, Młyńska Struga
Kanały: Kanał Rusy, Kanał Skolity, Kanał Energetyczny, Czerwony Rów
Pasłęka przepływa przez jeziora: Miodówko, Wymój, Sarąg, Łęguty, Isąg, Jezioro Pierzchalskie.

## Zagrożenie powodziowe
W dolnym biegu – od Braniewa do ujścia do Zalewu Wiślanego – rzeka płynie w obwałowaniu ze względu na zagrożenie powodziowe od wód Zalewu Wiślanego. Rzeka tu znajduje się pod silnym oddziaływaniem Zalewu Wiślanego, a więc głównym zagrożeniem powodziowym są wezbrania sztormowe oraz wywołana przez nie tzw. cofka.